# 9246 Niemeyer
9246 Niemeyer è un asteroide della fascia principale. Scoperto nel 1998, presenta un'orbita caratterizzata da un semiasse maggiore pari a 2,3482089 UA e da un'eccentricità di 0,2195798, inclinata di 1,43477° rispetto all'eclittica.